# Comuna Plătărești, Călărași
Plătărești (în trecut, Cucuieții-Plătărești) este o comună în județul Călărași, Muntenia, România, formată din satele Cucuieți, Dorobanțu, Plătărești (reședința) și Podu Pitarului. Această comună începe pe drumul cu Fundeni, și se termină (stânga - intrare spre Dorobanțu) spre Podul Pitarului.

## Așezare
Comuna se află în vestul județului, pe malul stâng al Dâmboviței. Este traversată de șoseaua județeană DJ301, care o leagă spre nord-vest de Fundeni și mai departe în județul Ilfov de Cernica și Pantelimon (unde se intersectează cu DNCB și se termină în DN3), și spre sud-est de Gălbinași, Vasilați și Budești (unde se termină în DN4). Lângă Cucuieți, din acest drum se ramifică șoseaua județeană DJ401C, care duce spre est și apoi sud la Sohatu și Budești. Prin comună trece și calea ferată București-Oltenița, pe care este deservită de halta de călători Plătărești și stația Cucuieți Sudiți.

## Demografie
Componența etnică a comunei Plătărești
     Români (87,64%)
     Romi (6,93%)
     Alte etnii (5,44%)
Componența confesională a comunei Plătărești
     Ortodocși (92,47%)
     Alte religii (1,11%)
     Necunoscută (6,42%)
Conform recensământului efectuat în 2021, populația comunei Plătărești se ridică la 3.955 de locuitori, în scădere față de recensământul anterior din 2011, când fuseseră înregistrați 4.178 de locuitori. Majoritatea locuitorilor sunt români (87,64%), cu o minoritate de romi (6,93%). Din punct de vedere confesional, majoritatea locuitorilor sunt ortodocși (92,47%), iar pentru 6,42% nu se cunoaște apartenența confesională.

## Politică și administrație
Comuna Plătărești este administrată de un primar și un consiliu local compus din 13 consilieri. Primarul, Sorin-Adrian Ene[*], de la Partidul Social Democrat, este în funcție din 1 noiembrie 2024. Începând cu alegerile locale din 2024, consiliul local are următoarea componență pe partide politice:
|  | Partid                          | Consilieri | Componența Consiliului | Componența Consiliului | Componența Consiliului | Componența Consiliului | Componența Consiliului | Componența Consiliului | Componența Consiliului | Componența Consiliului | Componența Consiliului | Componența Consiliului |
|  | ------------------------------- | ---------- | ---------------------- | ---------------------- | ---------------------- | ---------------------- | ---------------------- | ---------------------- | ---------------------- | ---------------------- | ---------------------- | ---------------------- |
|  | Partidul Social Democrat        | 10         |                        |                        |                        |                        |                        |                        |                        |                        |                        |                        |
|  | Partidul Național Liberal       | 2          |                        |                        |                        |                        |                        |                        |                        |                        |                        |                        |
|  | Alianța pentru Unirea Românilor | 1          |                        |                        |                        |                        |                        |                        |                        |                        |                        |                        |

## Istorie
La sfârșitul secolului al XIX-lea, comuna purta numele de Cucuieți-Plătărești, făcea parte din plasa Dâmbovița a județului Ilfov și avea în compunere satele Cucuieți-Sudiți, Cucuieți-Moara, Podu Pitarului, Progresu și Renașterea, având în total 2610 locuitori, ce trăiau în 590 de case. În comună funcționau 3 biserici (la Cucuieți-Sudiți, Plătărești și Podu Pitarului), două mori cu aburi și patru școli mixte. Anuarul Socec din 1925 o consemnează în plasa Pantelimon a aceluiași județ, având 2033 de locuitori în satele Cucuieți-Moara, Cucuieți-Sudiți, Dorobanțu, Plătărești, Podu Pitarului și Renașterea.
În 1950, comuna a fost transferată raionului Brănești și apoi (după 1956) raionului Oltenița din regiunea București. În 1968, comuna a revenit la județul Ilfov, reînființat. Tot atunci, satele Cucuieți-Moara și Cucuieți-Sudiți au fost comasate pentru a forma satul Cucuieți, iar satul Renașterea a fost desființat și inclus în satul Dorobanțu. În 1981, o reorganizare administrativă regională a dus la transferarea comunei la județul Călărași.

## Monumente istorice

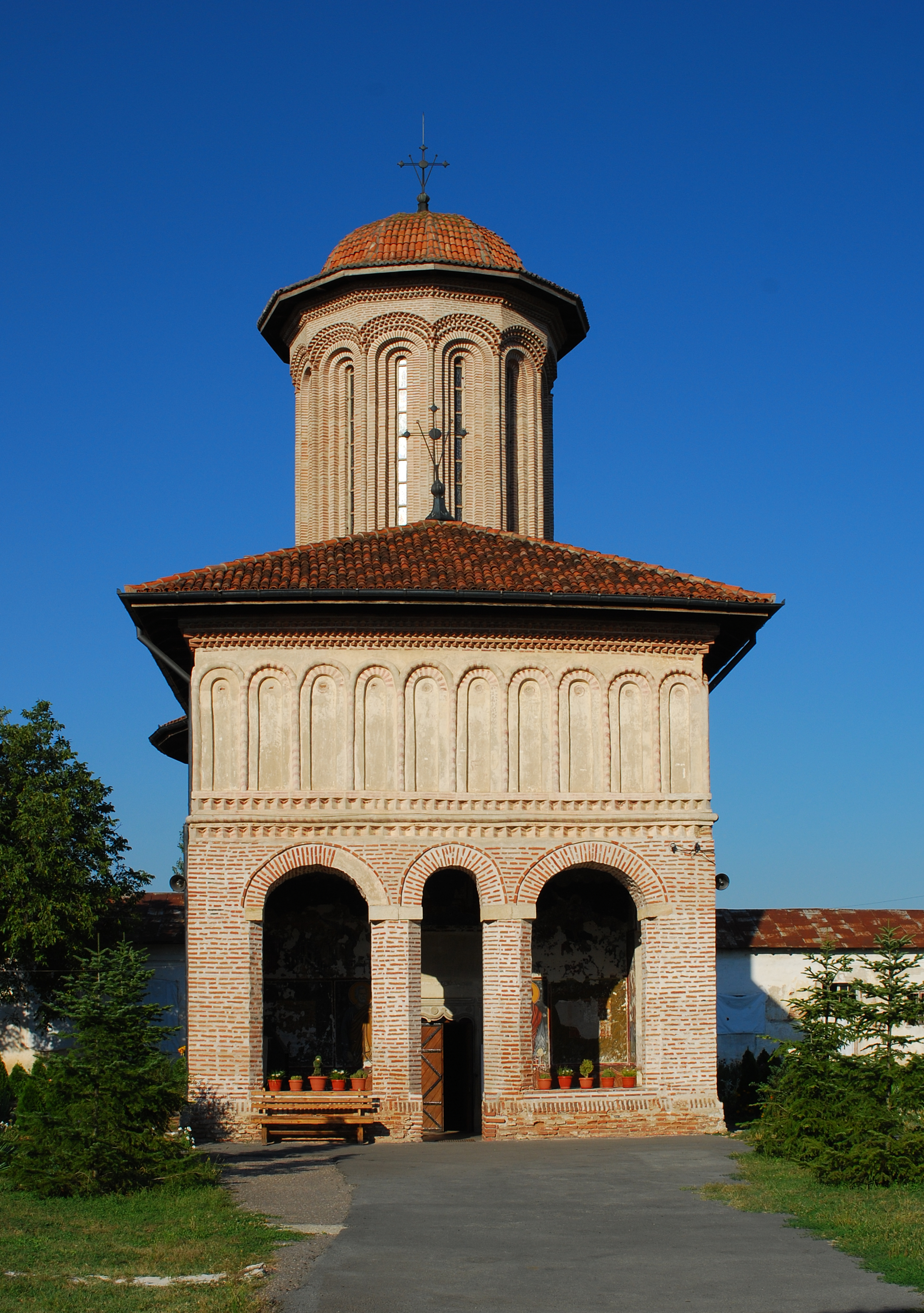
Biserica „Sfântul Mercurie” a mănăstirii Plătărești, monument istoric de interes național.

În comuna Plătărești se găsește mănăstirea Plătărești, monument istoric de arhitectură de interes național, datând din 1646. Ansamblul se află în sudul satului Plătărești și cuprinde biserica „Sfântul Mercurie”, casa domnească, chiliile, construcțiile anexe și zidul de incintă.
În rest, alte două obiective din comună sunt incluse în lista monumentelor istorice din județul Călărași ca monumente de interes local, ambele fiind clasificate tot ca monumente de arhitectură. Unul este biserica „Sfântul Vasile” din satul Podu Pitarului, datând din 1818 și aflată în cimitirul satului; iar celălalt este biserica „Sfântul Ierarh Nicolae” din satul Cucuieți.

## Personalități
- Mihail Dragomirescu (1868 - 1942), estetician, critic literar, academician.